# Harry Houlahan
Harold Houlahan (sinh ngày 14 tháng 2 năm 1930) là một cựu cầu thủ bóng đá chuyên nghiệp người Anh thi đấu ở vị trí tiền đạo ở Football League cho Oldham Athletic và Darlington, và ở bóng đá non-league cho Durham City và Spennymoor United. He cũng thuộc biên chế của Newcastle United mà không thi đấu tại giải quốc nội.